# Ananas ananassoides
Ananas ananassoides är en gräsväxtart som först beskrevs av John Gilbert Baker, och fick sitt nu gällande namn av Lyman Bradford Smith. Ananas ananassoides ingår i släktet Ananas och familjen Bromeliaceae. Inga underarter finns listade i Catalogue of Life.

## Bildgalleri

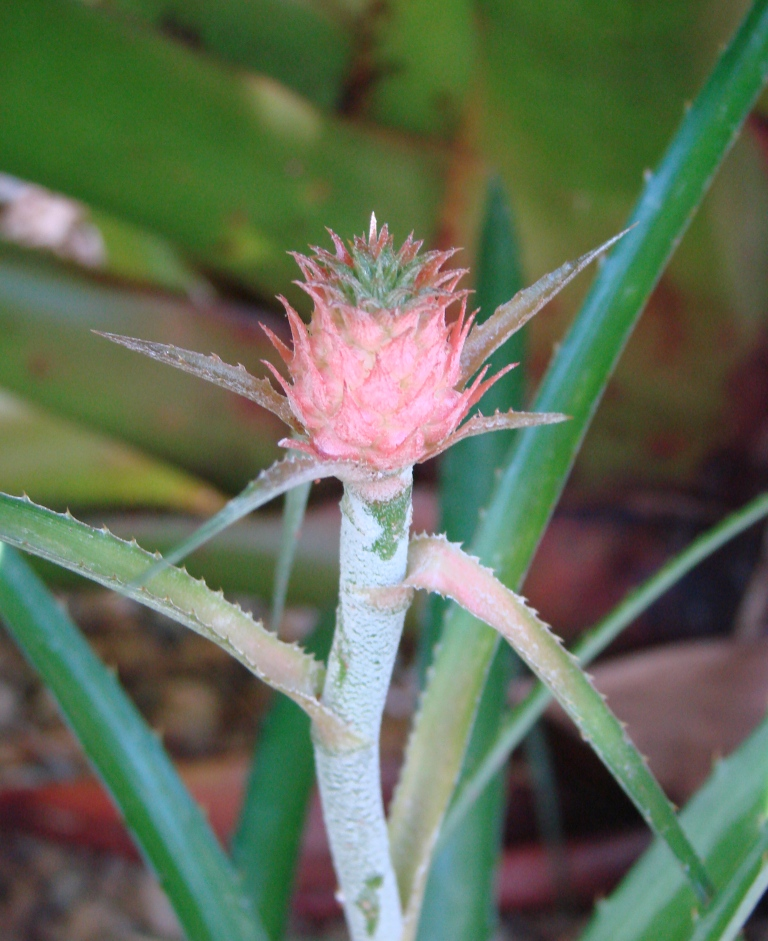